# Pariška komuna
Pariška komuna (francosko Commune de Paris), ki je obstajala od 26. marca 1871 do »krvavega tedna« (21.–28. maj), predstavlja revolucionarno obdobje v Parizu, ko je – proti vladi – oblast v mestu prevzelo ljudstvo. V mnogih drugih francoskih mestih (Marseille, Lyon, Saint-Etienne, Toulouse, Narbonne, Grenoble, Limoges) so po 3. marcu prav tako razglasili komune, ki pa so bile kmalu zatem zatrte. Za Karla Marxa je bila to prva vstaja avtonomnega proletariata. 
Komuna je v Parizu vladala dva meseca in uvedla politike, ki so se nagibale k naprednemu, protiverskemu sistemu socialne demokracije, vključno z ločitvijo cerkve in države, samoupravljanjem, odpisom najemnin, odpravo otroškega dela in pravico zaposlenih, da prevzamejo podjetje, ki ga je zapustil lastnik. Vse rimskokatoliške cerkve in šole so bile zaprte. V skupnosti so imeli pomembno vlogo feministični, socialistični, komunistični in anarhistični tokovi. Vendar so imeli različni komunardi za dosego svojih ciljev na voljo le malo več kot dva meseca časa.
Državna francoska vojska je komuno zatrla konec maja v krvavem tednu (semaine sanglante), ki se je začel 21. maja 1871. Državne sile so v bitkah ubile ali na hitro usmrtile med 10.000 in 15.000 komunardov, čeprav je ena od nepotrjenih ocen iz leta 1876 govorila celo o 20.000 smrtnih žrtvah. Zadnje barikade so padle 28. maja, na tako imenovano »krvavo nedeljo«. V zadnjih dneh je Komuna usmrtila pariškega nadškofa Georgesa Darboya in približno sto talcev, večinoma žandarjev in duhovnikov. V ujetništvo je bilo odpeljanih 43.522 komunardov, od tega 1054 žensk. Več kot polovica jih je bila hitro izpuščena. Petnajst tisočim so sodili, 13.500 jih je bilo spoznanih za krive. Petindevetdeset jih je bilo obsojenih na smrt, 251 na prisilno delo, 1169 pa na deportacijo (večinoma v Novo Kaledonijo). Na tisoče drugih članov komune, vključno z več voditelji, je pobegnilo v tujino, večinoma v Anglijo, Belgijo in Švico. Vsi zaporniki in izgnanci so bili leta 1880 pomiloščeni in so se lahko vrnili domov, kjer so nekateri nadaljevali politično kariero.

## Začetki
Izhodišče Pariške komune je bilo republikansko vzdušje, ki se je razširilo predvsem ob Prvi republiki in v revolucionarni vladi Pariške komune iz leta 1792, kakor tudi v ljudski vstaji junija 1848, v času Druge republike, ki je bila na krvav način zatrta s strani vlade, ki jo je na oblast pripeljala februarska revolucija leta 1848. Leta 1848 se je na barikadah tudi prvič pojavila rdeča zastava, katere barva predstavlja rdečo kri svobodnih ljudi, medtem ko so na trobojnico gledali kot na sinonim represije.
Od leta 1789 do 1871, so v Franciji vladali pretežno monarhistični ali imperialistični režimi (Prvo cesarstvo, Obnova, Julijska monarhija, Drugo cesarstvo), medtem ko je republikanska oblika vladavine obstajala zgolj nekaj let. Julija 1870, je Napoleon III. pričel vojno s Prusijo, ki ga je, zaradi slabe priprave, hitro privedla do poraza. Tretja republika je bila razglašena 4. septembra 1870, a se je vojna nadaljevala. V Parizu je sredi zime 1870-71 zavladala huda lakota. Jules Favre, vladni minister za zunanje zadeve narodne obrambe, je podpisal premirje z Bismarckom. Le-to je predvidevalo, razen obdobja prenehanja sovražnih dejanj za petnajst dni, z možnostjo podaljševanja, sklic narodne skupščine, opolnomočene zgolj za odločitev o vojni in miru. Volitve 8. februarja so predvidevale močno zastopanost monarhistov v Narodni skupščini. Vsi pariški poslanci so bili republikanci in mnogi med njimi tudi ekstremisti. Republikanska vlada se je zatem sestala v Bordeauxu, zatem v Versaillesu, da ne bi klonila pred pariškimi upori, kakor se je to že zgodilo v času Vlade narodne obrambe (še posebej 31. oktobra). 
Republikansko vlado je vodil Adolphe Thiers. Poskušal se je povzpeti na oblast in ispogajati mirovno pogodbo s Prusijo. Parižani, ki so podpirali nasilen pohod, so vseskozi mislili, da bodo lahko uresničili svojo vizijo v celotni Franciji in se niso pustili razorožiti. Zato je prišlo do uporabe sile med vlado republike in delom pariškega prebivalstva (pretežno v vzhodnih okrajih Pariza). 
Razlogi za Pariško komuno so torej naslednji: republikansko vzdušje, trpljenje ob obleganju Pariza, vodenje republike s strani monarhistov in vpliv, ki so ga dokončno izgubljali. Zato so se odločili za nasilni prevrat.

## Sprožitev nasilja
Minister kralja Ludvika-Filipa, Thiers, je vodil gradnjo okopov okoli Pariza. To nalogo je prevzel z namenom obrambe mesta pred napadalci, a je tudi računal na možnost, da bo treba narediti konec ljudskim vstajam in bo potrebno premagati in zapreti upornike v mestu. 
17. marca 1871, je Thiers s svojo vlado tajno zapustil Pariz in ponoči poslal skupino ljudi, da zavzame orožje na griču Montmartre. Istega dne je dal Thiers zapreti Augusta Blanquija (republikanski revolucionar in inštruktor, z vzdevkom »Zapornik«, ker je preživel večino svojega življenja po zaporih kraljev in vladarjev), ki je počival pri svojem prijatelju zdravniku v Bretenouxu (Lot). Od tam ga je premestil v neko trdnjavo, z namenom, da se ne bo mogel udeležiti pariške vstaje.
18. marca zjutraj so se Parižani uprli skupini, ki je prišla po orožje in kmalu zatem je ta tudi  prestopila k upornikom, s čimer je ves Pariz preplavila solidarnost med garnizijami in prebivalstvom. Generala - Lacomte, ki je ukazal streljanje na upornike in Clément Thomas (odgovoren za junijske masakre leta 1848) - sta bila ustreljena na Rue de Rosiers. To je bil začetek vstaje.  
Volitve so pripravili 26. marca: večinoma so bili v zbor izvoljeni predstavniki republikancev, kot so bili Jules Vallès, Charles Delescluzes, Raoul Rigault, Gustave Flourens, Eugène Varlin, Benoît Malon, itn. Liste, ki so se ponašale z Augustom Blanquijem so dobile ogromno število glasov. Komuna je vodila Pariz do 20. maja, izglasovala napredne zakone, ki jih je republika sprejela šele nekaj desetletij pozneje (volilno pravico za ženske, prepoved otroškega nočnega dela, ločitev cerkve in države, itn.). Uporabljen je bil republikanski koledar. Izšli so številni pariški časopisi (Le Cri du Peuple, Le Père Duchêne, L'insurgé. itn.).

## Zatiranje
Glede na to, da so v času komune potekali neprekinjeni spopadi z »versajskimi« vojskami (četami pod poveljstvom versajske vlade), kratko obdobje komune pretežno sestavljajo številni vojaški prizori, v katerih je bilo več porazov kakor uspehov. Oboroženi spopadi so bili tudi v središču številnih razhajanj med poslanci komunardne skupščine. Žgoče razprave so privedle do številnih razdorov. Minister, pristojen za vojno, Louis-Nathaniel Rossel je bil pri tem osrednja priča, s čigar pomočjo je danes možno rekonstruirati omenjene dogodke.    
Komuna je bila končno premagana med »krvavim tednom«, ki se je pričel 21. maja z vstopom versajskih čet v Pariz in se končal z zadnjimi spopadi na pokopališču Père Lachaise 28. maja. Vstajniki so mdr. vzeli za talca pariškega nadškofa Georgesa Darboya, ki je bil dokaj liberalno usmerjen, vendar ta pri liberalnemu in protiklerikalnemu Thiersu ni bil v časteh in jim tudi njegova usmrtitev 24. maja ni prav nič pomagala.    
Vse priče so poročale o številnih eksekucijah po skrajšanem postopku, ki jih je izvedel del »demokratičnih« čet. S pomočjo različnih virov lahko predvidevamo, da je bilo med »krvavim tednom« izvršenih 10.000 do 25.000 usmrtitev po skrajšanem postopku, posilstev in umorov komunardnih upornikov.    
Zatiranje komunardov je bilo strašno. Več kot 10.000 obsodb na smrt, 4000 deportacij na prisilno delo v Novo Kaledonijo, itn. Zakoni o amnestiji so prišli šele leta 1880.  
Pariško komuno, prvo proletarsko revolucionarno oblast, so zatem velikokrat omenjali kot vzor - čeprav z različnimi pogledi - levice, ekstremne levice in anarhisti. Navdihovala je številna revolucionarna gibanja, ki jim je ta izkušnja pomagala pri njihovih revolucijah (revolucija v Rusiji in v njej bližnjih državah, španska revolucija, kolektivisti ter tn.).